# Llano (Texas)
Llano település az Amerikai Egyesült Államok Texas államában, Llano megyében, melynek megyeszékhelye is. Lakosainak száma 3325 fő (2020. április 1.).

## Népesség
A település népességének változása:

| 2010 | 3 232 |
| 2020 | 3 325 |